# Automeris duchartrei
Automeris duchartrei é uma espécie de mariposa do gênero Automeris, da família Saturniidae.
Sua ocorrência foi registrada na Bolívia, Brasil, Colômbia, Costa Rica, Equador, Panamá e Peru.